# 倫理 (科目)
倫理（りんり）は、日本の高等学校における公民科に属する科目の一つ。

## 概要
日本の高等学校において1982年から存在している科目名。それまでの「倫理・社会」が、「現代社会」創設に伴い社会学分野を現代社会に移し倫理のみとなったもの。また、日本の大学受験における科目名。公民という教科は政治・経済、倫理、公共（または現代社会）の3科目からなるが、倫理はそのひとつである。